# Melaleuca boeophylla
Melaleuca boeophylla är en myrtenväxtart som beskrevs av Lyndley Alan Craven. Melaleuca boeophylla ingår i släktet Melaleuca och familjen myrtenväxter. Inga underarter finns listade i Catalogue of Life.